# 보라 (녹색전차 해모수)
보라는 녹색전차 해모수의 히로인으로, 성우는 김수경 / 토요구치 메구미. 별모양의 빵모자가 특징이다. 일본판에서는 파라로 개명되었다.

## 프로필
이 작품의 여주인공으로 차코 박사의 손녀. 릭 일행이 여행 도중 거대한 전함에 탑승했다가 정신을 잃은 채로 릭에게 발견되어 릭과 함께 여행을 떠나게 된다. 처음에 릭은 그녀가 자신의 할아버지의 원수인 차코 박사의 손녀라는 사실을 모르고 있었으나 나중에 네로가 나타나면서 보라가 차코박사의 손녀라는 사실을 알게 된다. 음모를 감추려는 네로의 위장수술 때문에 과거 기억을 상실하였는데 이 기억이 테라가 멸망하는 것을 막아내는 단서가 되기도 하였다. 릭을 좋아하는 편이며 때로는 갈등도 빚기도 했지만 시간이 지나면서 서로간의 애정을 갖게 된다. 그녀 역시 부모를 여의게 되었는데 사실은 네로가 보라의 부모님을 살해하였던 것이다. 조용하고 차분한 성격이지만 감수성이 예민하여 무언가를 발견하거나 느끼게 되면 머리를 움켜쥐고 고통스런 모습을 하며 그에 대한 전파를 하게 된다. 

## 등장
1화 마지막 부분에 릭 일행이 항공모함에 들어갔을 때 처음으로 나타나게 되었으며 이 때 차코 박사의 홀로그램이 연출되어서 릭 일행을 위협하였다. 이 때까지는 아무 의식이 없는 상태로 있었으나 나중에 릭 일행이 항공모함을 빠져나갔을 때 정신을 차리면서 처음으로 릭 일행과 마주하게 되었다. 처음에는 불아이 산으로 데려다 달라며 릭 일행을 보채기도 하였고 그 때문에 릭이 불아이 산에 대한 지도와 정보 등을 알아내려고도 하였다. 하지만 그녀가 불아이 산으로 데려다 달라고 말하는 것은 사실 네로가 크리스탈을 보라에게 찾아내게 하고 릭 일행을 불아이 산으로 유도하기 위해 일부러 세뇌를 시켰던 것이었다. 이 때문에 그 동안의 과거를 기억하지 못하고 있다가 네로가 옛 헤링 박사의 연구소에 들어왔을 때 고통을 느끼면서 그가 자신의 부모님을 살해했던 것을 기억해 내었고 불아이 산의 존재도 알아내게 되었다. 사실 불아이 산은 바로 그녀의 할아버지 차코 박사의 본거지였던 곳이었다. 
이후로는 릭 일행과 합류하여 크리스탈을 찾으러 긴 여정을 떠나게 된다. 그러다가 마지막 사타니 크리스탈을 찾으러 갈 때 고대도시 신전에서 네로에게 붙잡혀서 불아이 산으로 오게 되었고 차코 박사와 있을 때는 테라의 지배자가 될 수도 있다는 말에 격분하며 거부한다. 차코 박사가 마라를 이끌면서 릭의 패트론을 부수려고 할 때는 패트론 위로 올라가 인간 방패 역할을 하면서 차코 박사를 막아내기도 하였다. 마지막에는 레인보우 시스템을 작동하기 위해 릭과 함께 들어가게 되었다가 마지막 발악을 하는 네로와 만나게 되었지만 막판에 모습을 드러낸 차코 박사가 네로를 사라지게 함으로서 사타니 크리스탈을 레인보우 시스템에 꽃으며 작동을 하게 된다.

## 이름의 유래
보라라는 이름은 보라색의 보라로 알려져 있으며 무지개 색깔과 크리스탈의 마지막 색깔이 보라색이라는 점도 있어서 지은 것으로 알려져 있다.